# Si Una Vez
Si Una Vez é uma canção da cantora mexicano-americana de Tejano pop, Selena, do seu quinto álbum de estúdio, Amor Prohibido de 1994. Escrito e produzido por A.B. Quintanilla III, e Pete Astudillo, a música foi lançada como o quinto single do álbum.

## Posições
| Gráfico (1995)                                | Posição |
| --------------------------------------------- | ------- |
| U.S. Billboard Hot Latin Tracks               | 4       |
| U.S. Billboard Latin Regional Mexican Airplay | 6       |
| U.S. Billboard Latin Pop Airplay              | 3       |